# William Auld

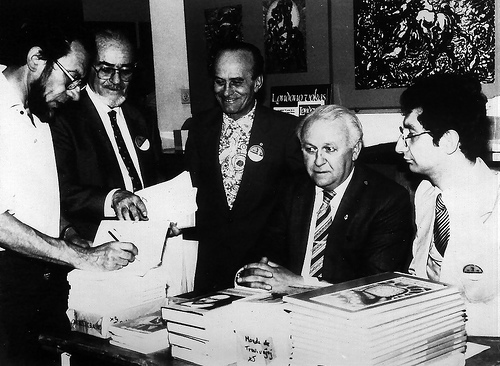
William Auld (1982)

William Auld (6 november 1924 – 11 september 2006) was een Schotse vertaler, dichter en schrijver in het Esperanto die werd genomineerd voor de Nobelprijs voor Literatuur.

## Loopbaan
Hij was leraar Engels en vicedirecteur van een lyceum.
In 1937 leerde hij Esperanto, en een tiental jaar later werd hij actief bij het verspreiden van de internationale taal. Van toen af werd hij ook schrijver.
Auld is redacteur geweest van verschillende tijdschriften, waaronder Esperanto en Skotlando (1949-1955), Esperanto (1955-1958 en 1961-1962), Monda Kulturo (1962-1963), Norda Prismo (1968-1972), La Brita Esperantisto (1973-(1999) en Fonto (1980-1987). 
Hij was de vicevoorzitter van de Universala Esperanto-Asocio (1977-1980), voorzitter van de Akademio de Esperanto (1979-1983) en de erevoorzitter van het Esperanto PEN-centrum. 
In 2001 schonk hij zijn grote persoonlijke verzameling Esperanto-literatuur aan de Scottish National Library waar alles nu bewaard wordt.
Auld werd sinds 1999 tot zijn dood in 2006 elk jaar door EVA, de internationale Esperanto Schrijvers-Bond, genomineerd voor de Nobelprijs voor literatuur. 
In Esperanto was hij vooral beroemd omwille van zijn moderne epos La Infana Raso (Het kinderras - gedicht in 25 hoofdstukken) (1956), Nederlandse vertaling door Willem Verloren van Themaat (1982). 

## Lijst van zijn werken

### Originele poëzie
- Spiro de l' pasio (De Passie ademt, deel van een debuutbundel van vier dichters: "Kvaropo" 1952)
- La infana raso (1956), Nederlandse vertaling: "Het kinderras", uitg Tor, Amsteradam, 88 pp., 1982, ISBN 90 70055 384
- Unufingraj melodioj (1960) (Melodieën voor één vinger)
- Humoroj (1969) (Buien)
- Rimleteroj (briefwisseling in rondelen met Marjorie Boulton, 1976)
- El unu verda vivo (1978) (Uit een groen leven, als esperantist)
- En barko senpilota (1987) (In een bark zonder stuurman)
- Unu el ni (1992) (Eén uit ons midden)

### Bloemlezingen
- Angla antologio 1000-1800 (poëtisch redacteur - Engelse Anthologie,1957)
- Esperanta antologio (Poemoj 1887-1957) (1958/1984) (Bloemlezing van originele Esperanto-poëzie)
- 25 jaroj (poëtisch redacteur,1977)
- Skota antologio (mede-redacteur,1978)
- Sub signo de socia muzo (1987) (Onder 't teken van de sociale muze)
- Nova Esperanta Krestomatio (1991) (Nieuwe Esperanto-bloemlezing)
- Plena poemaro: Miĥalski (red.1994) (Volledig dichtwerk van Miĥalski)
- Tempo fuĝas (1996) (De tijd vliegt)

### Vertalingen

#### uit het Engels
- La balenodento, van Jack London (1952)
- Epifanio, Shakespeare (1977)
- La urbo de terura nokto, James Thomson (1977)
- Don Johano, Kanto 1, George Byron (1979)
- La robaioj de Omar Kajam, Edward FitzGerald (1980)
- La sonetoj, Shakespeare (1981)
- Fenikso tro ofta, Christopher FRY (1984)
- Montara vilaĝo, Chun-chan Je (1984)
- La graveco de la Fideliĝo, Oscar Wilde (1987)
- La komedio de eraroj, Shakespeare (kun Asen M. Simeonov, 1987)
- Omaĝoj. Poemtradukoj (1987)
- Gazaloj, HAFEZ (1988)
- Spartako, Leslie Mitchell (1993)
- La stratoj de Aŝkelono, Harry Harrison (1994)
- Teri-strato, Douglas Dunn (1995)
- La kunularo de l' ringo, J.R.R. Tolkien (1995)
- La du turegoj, J.R.R. Tolkien (1995)
- La reveno de la reĝo, J.R.R. Tolkien (1997)
- La ĉashundo de la Baskerviloj, Arthur Conan Doyle (1998)
- La hobito, J.R.R. Tolkien, 2000)
- Jurgen, James Branch Cabell (2001)

#### uit het Schots
Kantoj, poemoj kaj satiroj, van Robert Burns (met Reto Rosetti, 1977)

#### uit het Zweeds
Aniaro, van Harry Martinson (met Bertil Nilsson, 1979)

#### in het Engels uit het Tsjechisch via Esperanto
Hearing the soul (Ekaŭdi la animon), van Věra Ludíková

### Liedbundels
- Floroj sen kompar' (kun Margaret Hill, 1973)
- Kantanta mia bird' (kun Margaret Hill, 1973)
- Dum la noktoj (kun Margaret kaj David Hill, 1976)

### Leerboeken
- Esperanto: A New Approach (1965)
- Paŝoj al plena posedo (1968)
- A first course in Esperanto (1972)
- Traduku!  (1993)

### Essay-bundels
- Facetoj de Esperanto (1976) (Facetten van 't Esperanto)
- Pri lingvo kaj aliaj artoj (1978) (Over taal en andere kunsten)
- Enkonduko en la originalan literaturon de Esperanto (1979) (Inleiding in de originele Esperanto-literatuur)
- Vereco, distro, stilo (1981) (Waarheid, vermaak, stijl)
- Kulturo kaj internacia lingvo (1986) (Cultuur en internationale taal)
- La fenomeno Esperanto (1988) (Het fenomeen Esperanto)
- La skota lingvo, hodiaŭ kaj hieraŭ (1988) (Het Schots, heden en gisteren)

### Gemengd
Pajleroj kaj stoploj: elektitaj prozaĵoj (1997) (Stro en stoppels - uitgelezen prozastukjes)

### Feestboek
Lingva Arto. Jubilea libro omaĝe al William Auld kaj Marjorie Boulton. Vilmos Benczik, (1999, red.), Rotterdam: Universala Esperanto-Asocio, 217 p. ISBN 92-9017-064-6
(Jubileum-boek ter ere van W. Auld & M. Boulton)